# Río Mamoré
Le río Mamoré est une rivière de Bolivie qui constitue, avec son affluent le río Grande, le plus long formateur de la rivière Madeira, principal affluent de l'Amazone. Sur la partie de son cours située entre le confluent du río Guaporé et celui du río Beni (secteur long de 265 km), le Mamoré constitue la frontière entre la Bolivie et le Brésil.

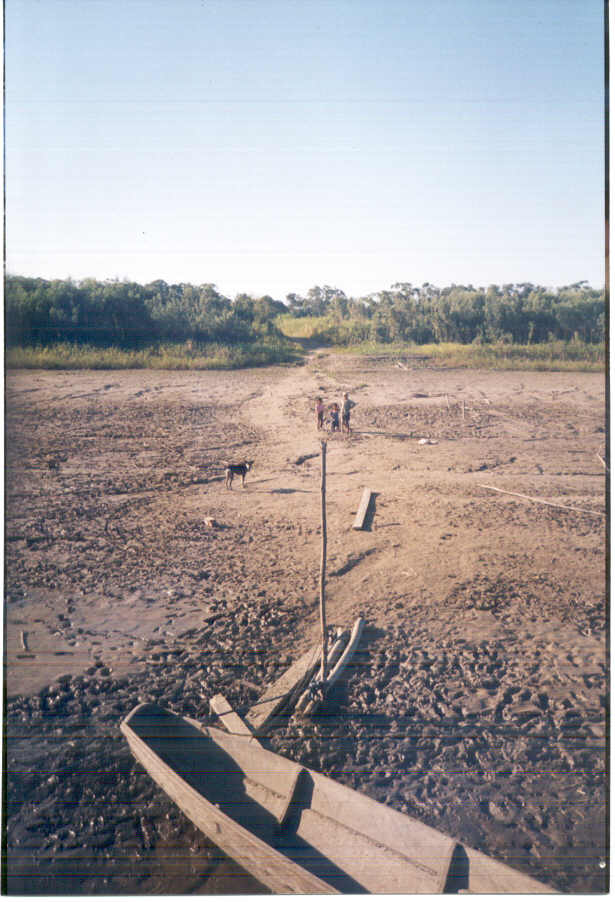
Les rives du Río Mamoré, près de Trinidad.

## Géographie
Les formateurs du Mamoré trouvent leurs sources dans la Cordillère des Andes, dans les départements de Cochabamba et de Santa Cruz. Le plus long de très loin est le río Grande, appelé aussi río Guapay, mais le plus abondant qui constitue la branche mère du fleuve est le río Ichilo qui prend sa source dans une région montagneuse très arrosée (6 mètres de pluie par an), descend dans la plaine et prend de nom de río Mamorecillo avant de confluer avec le río Chapare, également très abondant. C'est à ce confluent qu'il prend le nom de río Mamoré, 30 kilomètres avant de recevoir sur sa droite le río Grande. Au confluent Mamoré et río Grande, le Mamoré charrie déjà 1 100 m3/s et le río Grande 800 m3/s. Il reçoit juste après la rivière double Río Securé-río Isiboro qui augmente encore d'un tiers le volume de ses eaux.
Il entre alors dans une vaste plaine marécageuse presque plate qu'il inonde régulièrement, les Llanos de Moxos, reçoit encore sur sa rive gauche de nombreux affluents comparables au río Ichilo. Sur sa rive droite, il reçoit son plus grand affluent le río Guaporé ou Itenez aux eaux noires, qui est aussi large, et dont le bassin est plus vaste que le sien, alors qu'il est deux fois moins abondant. Il rejoint enfin le río Beni pour constituer le río Madeira. Le Mamoré est alors d'un fleuve aussi puissant que la Volga (8 800 m3/s), il est deux fois plus long et son bassin deux fois plus vaste que le río Beni qui le dépasse toutefois en volume (9 750 m3/s).
Le Mamoré et l'Ichilo constituent une importante voie de Navigation, depuis les villes jumelles qui se font face Guajará Mirim (Brésil, 50 000 habitants) et Guayaramerín (Bolivie, 40 000 habitants) jusqu'à Puerto Villaroel (2 500 habitants) via Trinidad (130 000 habitants), soit 1500 km navigables.

## Affluents
Longueur, bassin versant, débit moyen.
- Río Apere 290 km, 16 300 km2, 510 m3/s
- Río Chapare 400 km, 8 145 km2, 304 m3/s, branche mère ouest
- Río Grande 1438 km, 125 800 km2, 800 m3/s
- Río Guaporé 1530 km, 303 300 km2, 2 700 m3/s
- Río Ibare 320 km, 9 600 km2, 280 m3/s
- Río Ichilo (ou Mamorecillo) 530 km, 15 500 km2, 700 m3/s, branche mère est
- Río Securé-río Isiboro 320 km, 17 200 km2, 1 000 m3/s
- Río Tijamuchi 220 km, 5 670 km2, 180 m3/s
- Río Yacuma-río Rapulo 420 km, 17 200 km2, 530 m3/s
- Río Yata 480 km, 25 100 km2, 500 m3/s

À noter l'extrême diversité des débits moyens eu égard à la taille des affluents. Le bassin du rio Mamoré présente les plus grands contrastes de pluviométrie de toute l'Amazonie, ce qui explique que des rivières comme le río Ichilo ou le Río Securé dont les bassins sont très humides présentent des débits équivalents à celui du río Grande dont le bassin est beaucoup plus vaste, mais est aussi beaucoup plus sec.

## Hydrométrie - les débits mensuels à Guajará Mirim
Le débit de la rivière a été observé pendant 32 ans (1970-2001) à Guajará Mirim, localité bolivienne située à la frontière brésilienne entre le confluent du río Guaporé et celui du río Beni. 
À Guajará Mirim, le débit annuel moyen ou module observé sur cette période était de 8 282 m3/s pour un bassin versant de 589 000 km2, ce qui représente la presque totalité du bassin versant de la rivière, à l'exclusion du río Yata qui rejoint Le Mamoré quelques kilomètres avant son confluent avec le Madeira.
La lame d'eau écoulée dans l'ensemble du bassin atteint ainsi le chiffre de 443 millimètres par an.